# Eesti Karikas 1938
La Coppa d'Estonia 1938 (in estone Eesti Karikas) è stata la 1ª edizione del torneo. Lo Sport Tallinn ha vinto il trofeo.

## Formula
Parteciparono al torneo undici squadre: sette delle otto squadre iscritte alla Eesti meistrid 1938-1939 (tutte tranne l'Estonia Tallinn) più altre quattro formazioni. Il torneo prevedeva un turno preliminare, quarti, semifinali e finale; i turni erano su partita secca con tempi supplementari in caso di parità e replay in caso di perdurante pareggio.

## Partite

### Turno preliminare
| Squadra 1      | Risultato   | Squadra 2         |
| -------------- | ----------- | ----------------- |
| Olümpia Tartu  | 5 – 1       | Puhkekodu Tallinn |
| Kalev Pärnu    | 5 – 2 (dts) | ÜENÜTO            |
| Võitleja Narva | 3 – 4       | Narva THK         |

### Quarti
| Squadra 1     | Risultato | Squadra 2       |
| ------------- | --------- | --------------- |
| Kalev Pärnu   | 0 – 1     | Sport Tallinn   |
| Olümpia Tartu | 0 – 3     | Tervis Pärnu    |
| Kalev Tallinn | 2 – 3     | TJK             |
| Narva THK     | 0 – 1     | SÜ Esta Tallinn |

### Semifinali
| Squadra 1       | Risultato   | Squadra 2    |
| --------------- | ----------- | ------------ |
| Sport Tallinn   | 3 – 2       | Tervis Pärnu |
| SÜ Esta Tallinn | 0 – 1 (dts) | TJK          |

### Finale
| Tallinn 1938 | Sport Tallinn | 1 – 1 (d.t.s.) referto | TJK |  |

### Ripetizione della finale
| Tallinn 1938 | Sport Tallinn | 2 – 1 (d.t.s.) referto | TJK |  |